# Sentier de grande randonnée 13
Le sentier de grande randonnée 13 (GR 13) relie Fontainebleau à Bourbon-Lancy sur une distance d'environ 423 km. Il traverse les départements de Seine-et-Marne, du Loiret, de l'Yonne, de la Nièvre et de Saône-et-Loire.

## Les étapes

### De Fontainebleau à Saint-Maurice-sur-Aveyron,127km
Le point de départ du GR 13 est devant l'entrée du château de Fontainebleau.
- Entrée dans la forêt de Fontainebleau par le carrefour de l'Obélisque, route de la Croix-Saint-Jacques.
- Larchant
- Nemours
- Souppes-sur-Loing
- Château-Landon au cœur du Gâtinais
- Griselles
- Saint-Maurice-sur-Aveyron

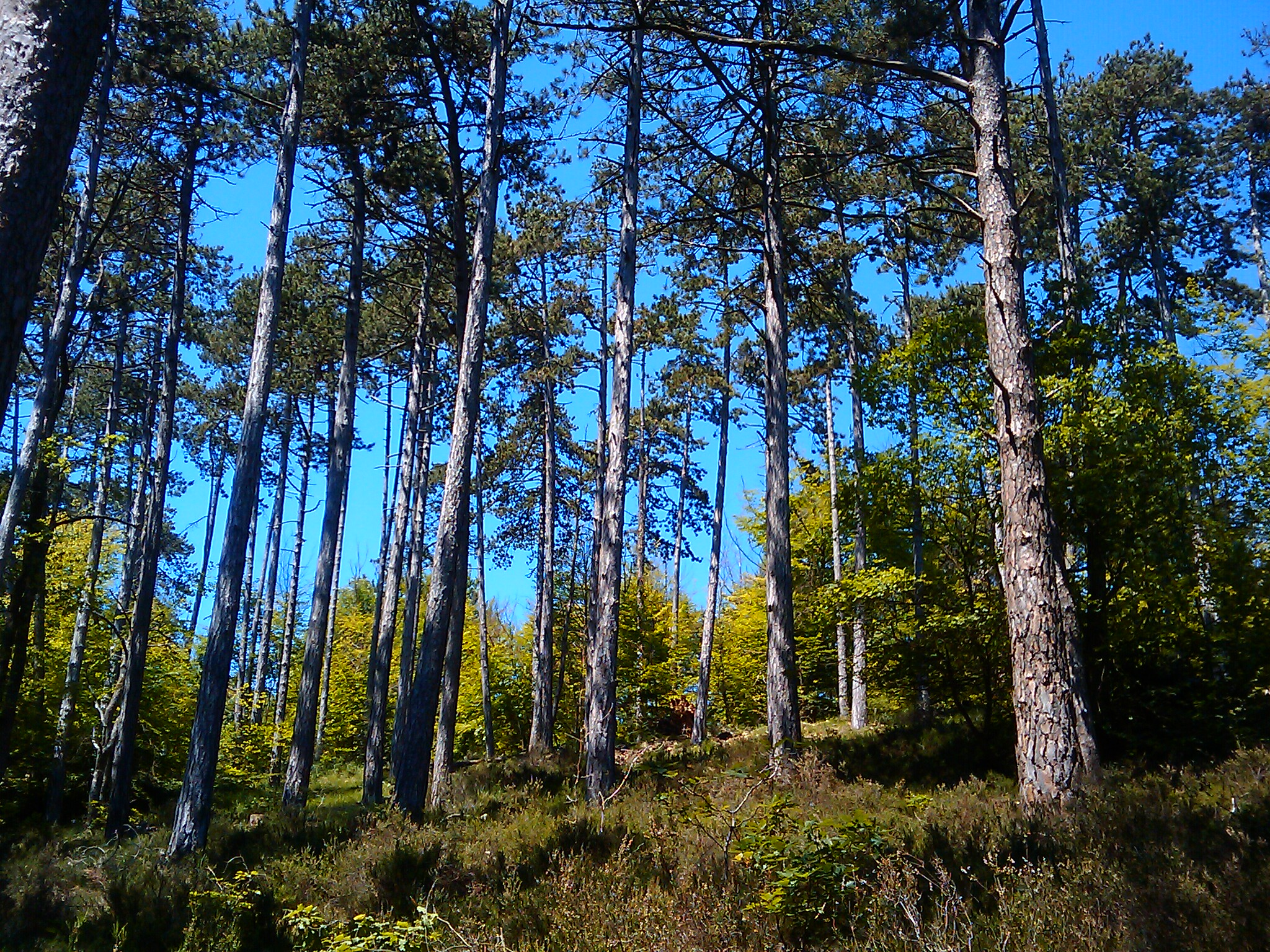
Forêt de Fontainebleau.
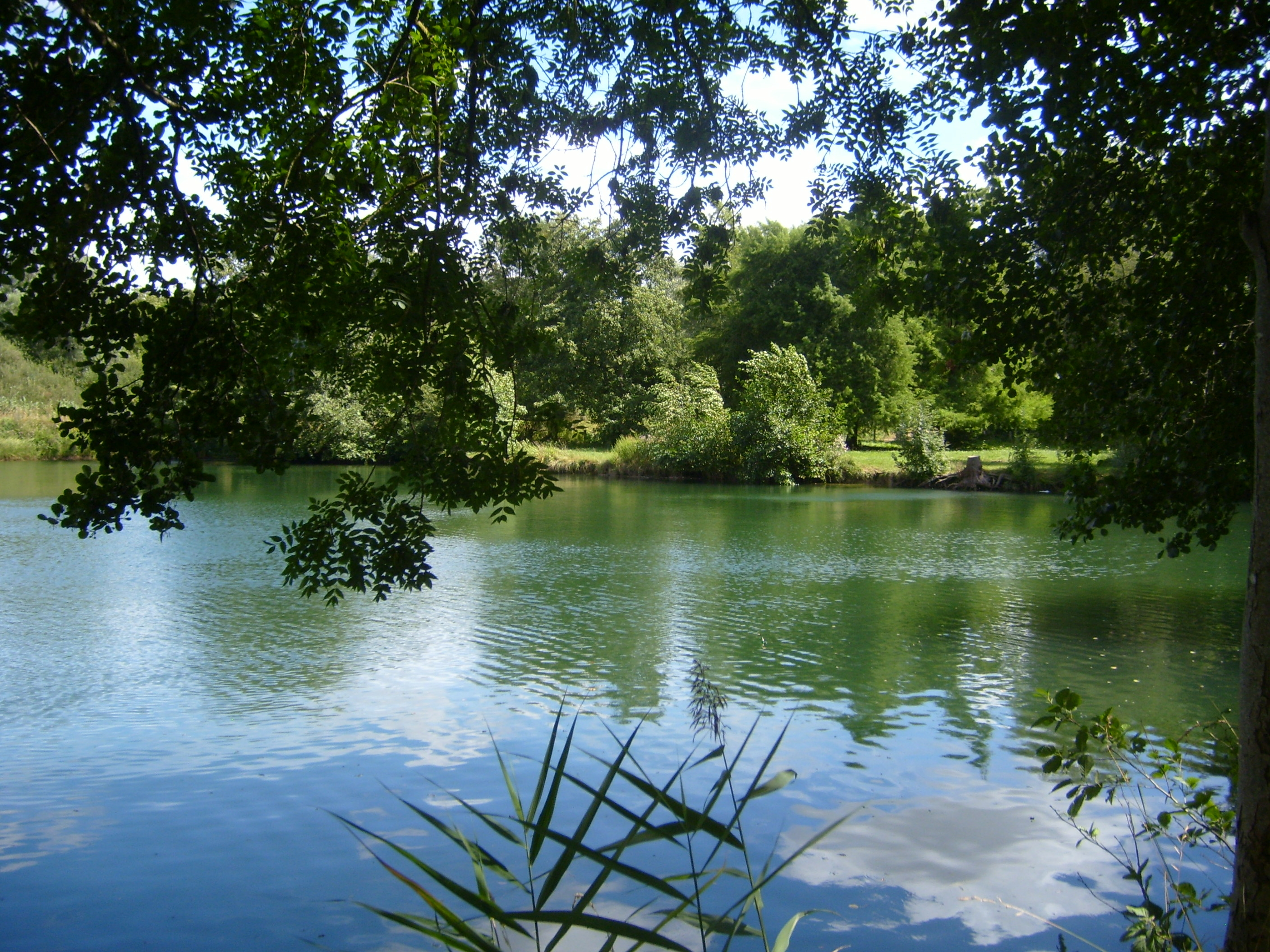
Le Loing à Souppes-sur-Loing.
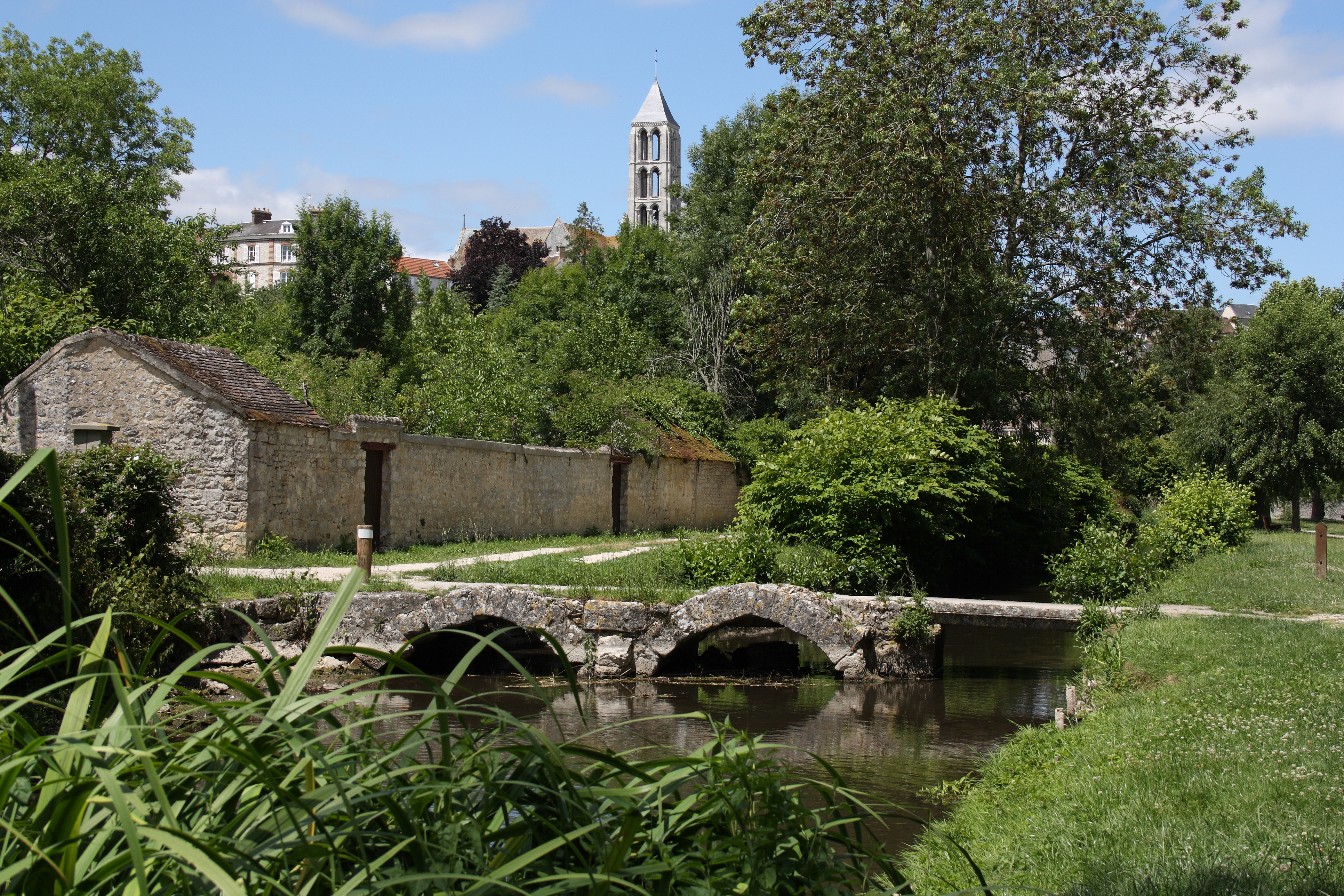
Château-Landon.
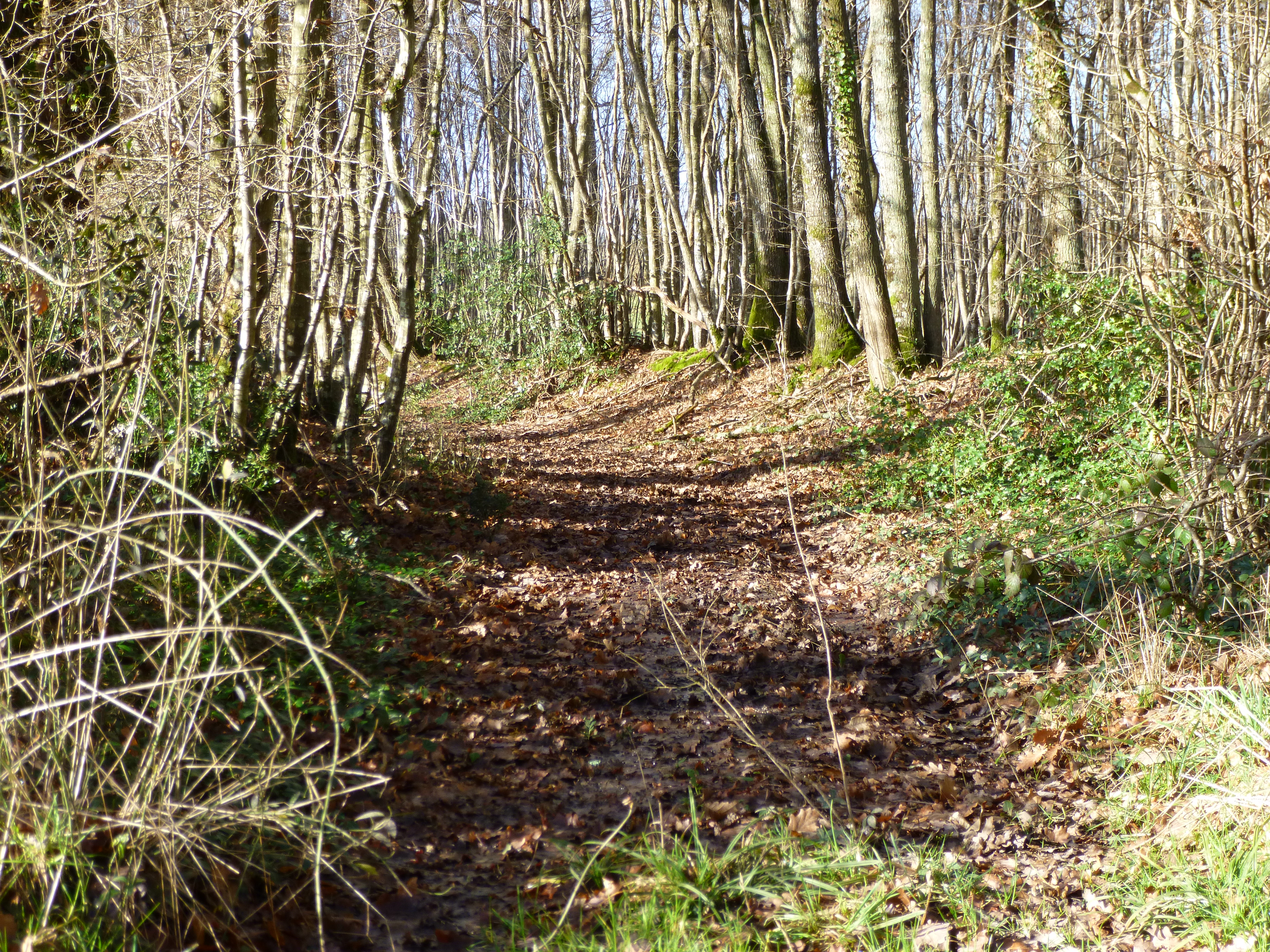
En arrivant à Saint-Maurice-sur-Aveyron.

### De Saint-Maurice-sur-Aveyron à Saint-Père,129km
Au départ de Saint-Maurice-sur-Aveyron, on entre en Bourgogne à la Ferté-Loupière.
- Auxerre
- Irancy
- Cravant
- Vermenton
- Arcy-sur-Cure
- Saint-Moré (embranchements avec le GR Pays de l'Avallonais et le GR 654)
- Vézelay

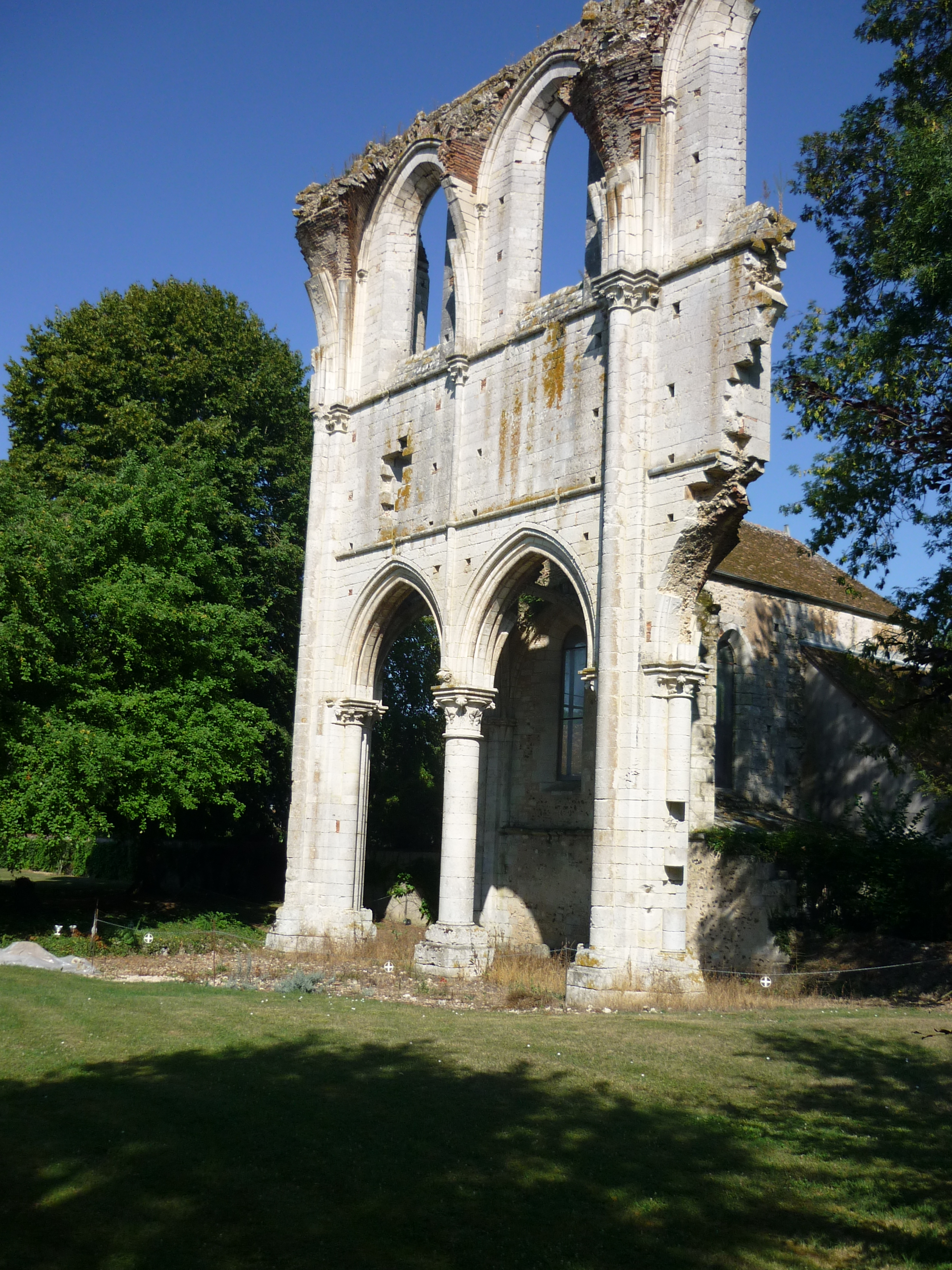
Abbaye de Fontainejean.
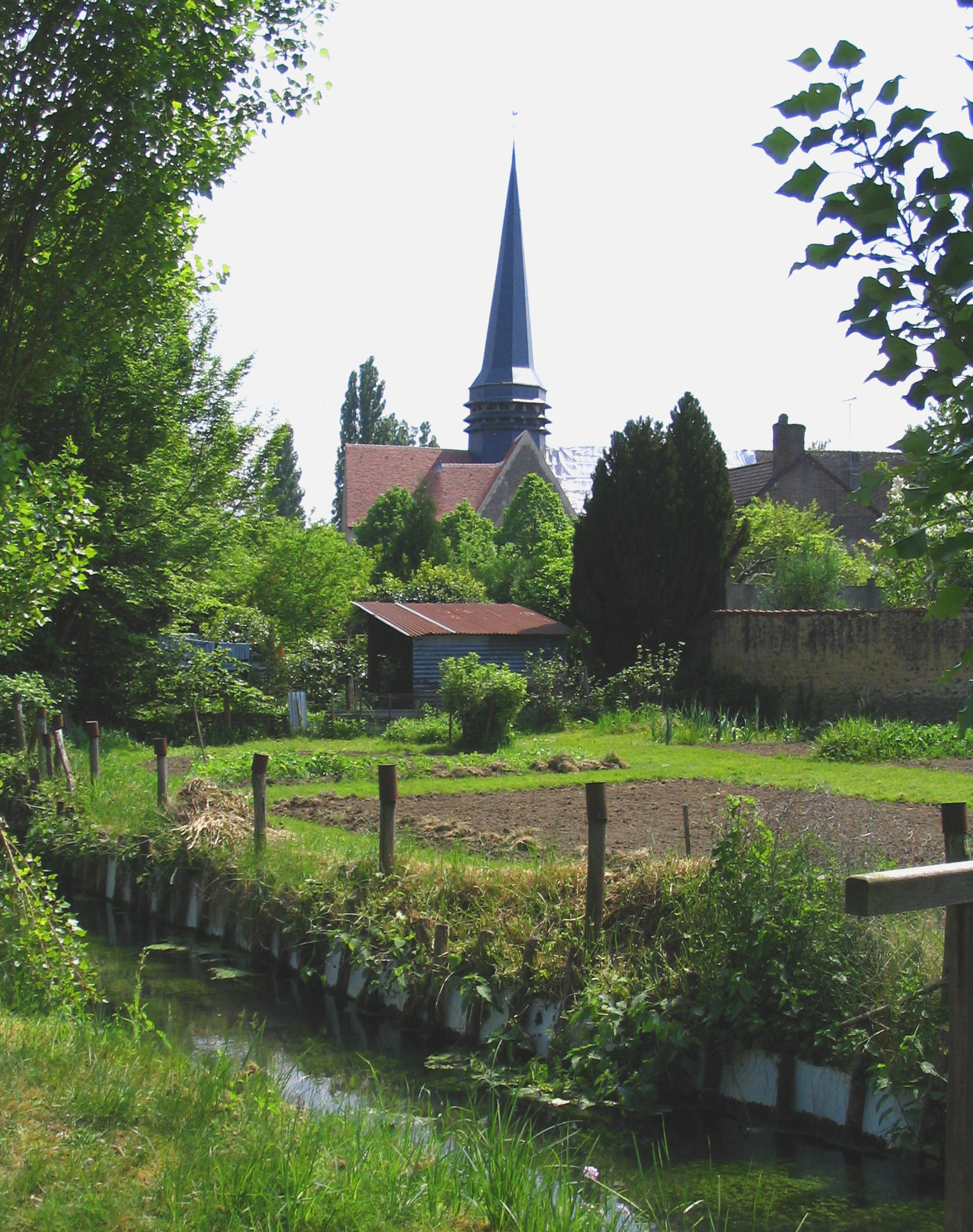
Village de la Ferté-Loupière.
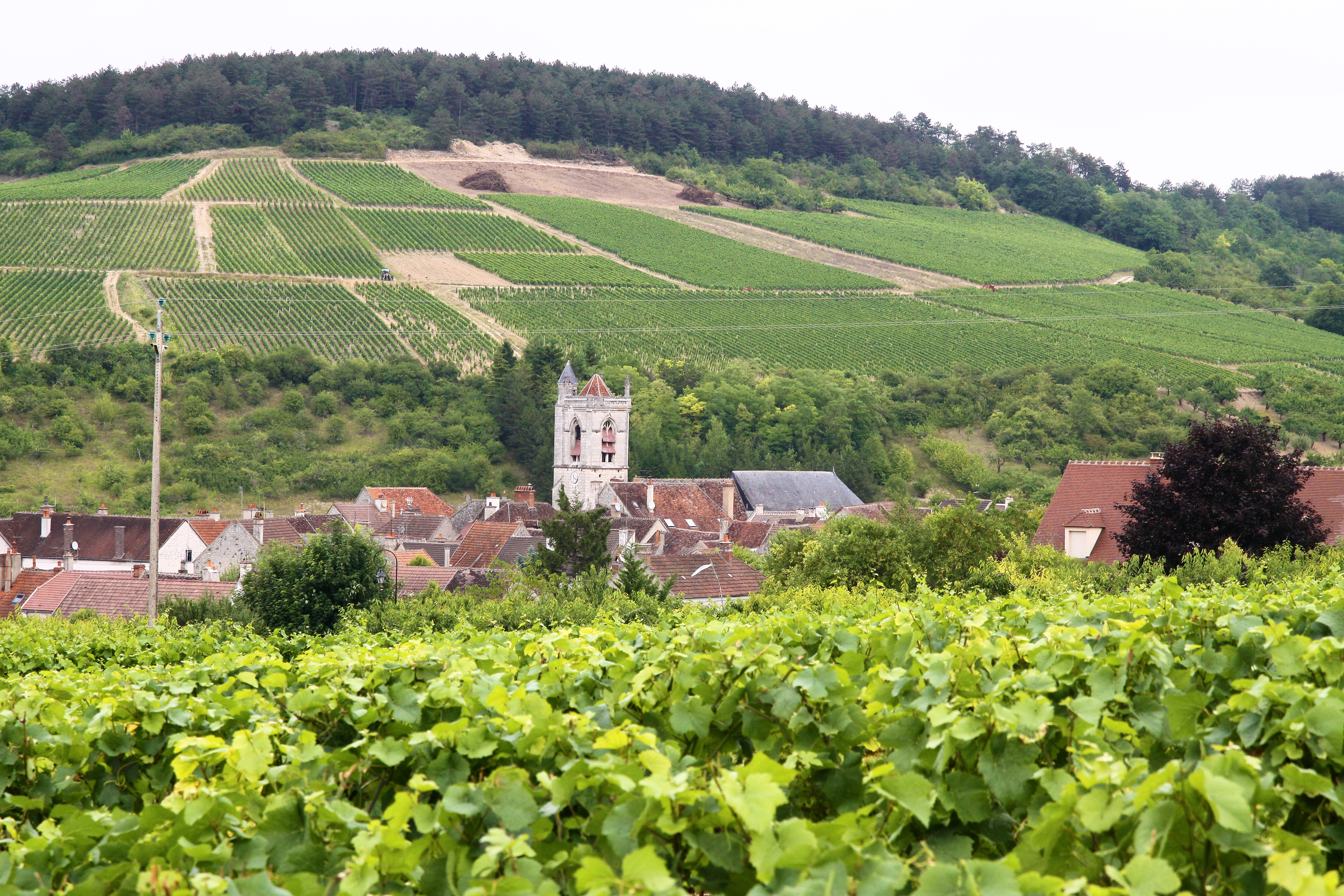
Village d'Irancy.
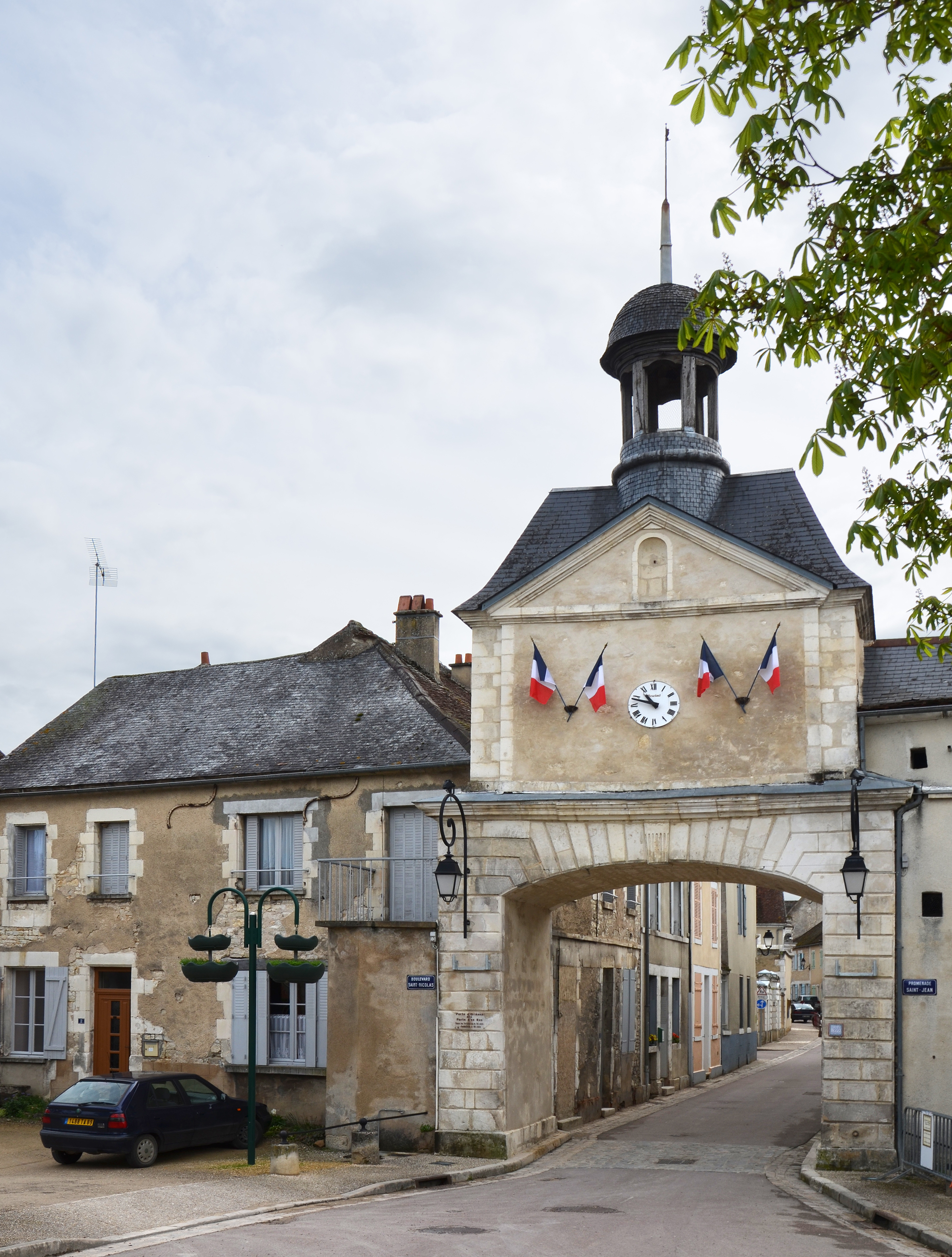
Porte d'Orléans à Cravant.
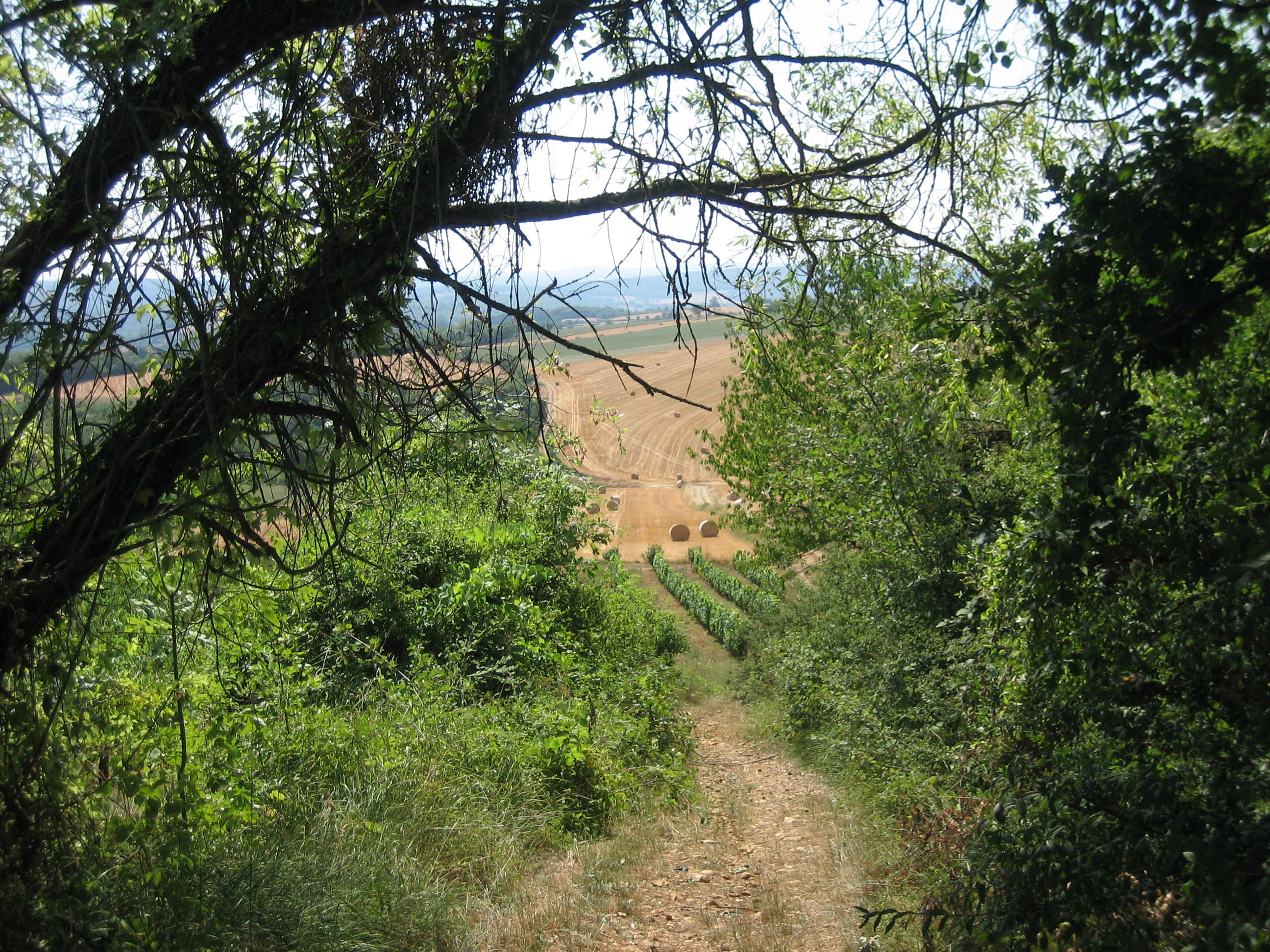
Le GR 13 à l'arrivée à Vézelay.
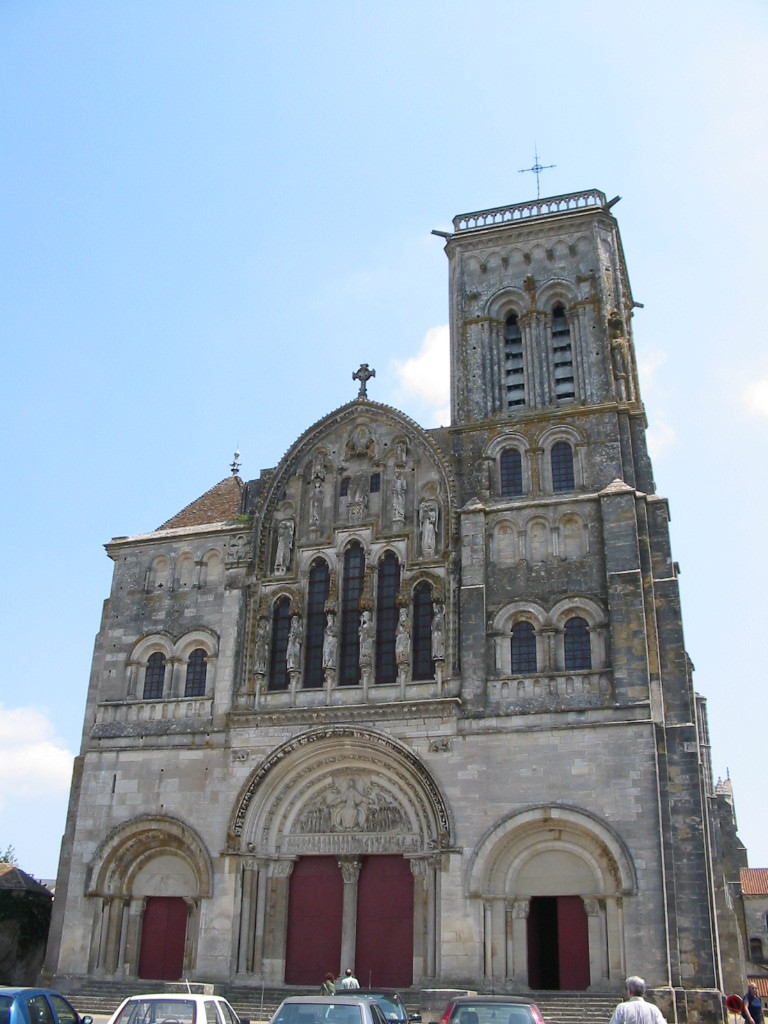
Basilique de Vézelay.

### De Saint-Père à Bibracte,109km

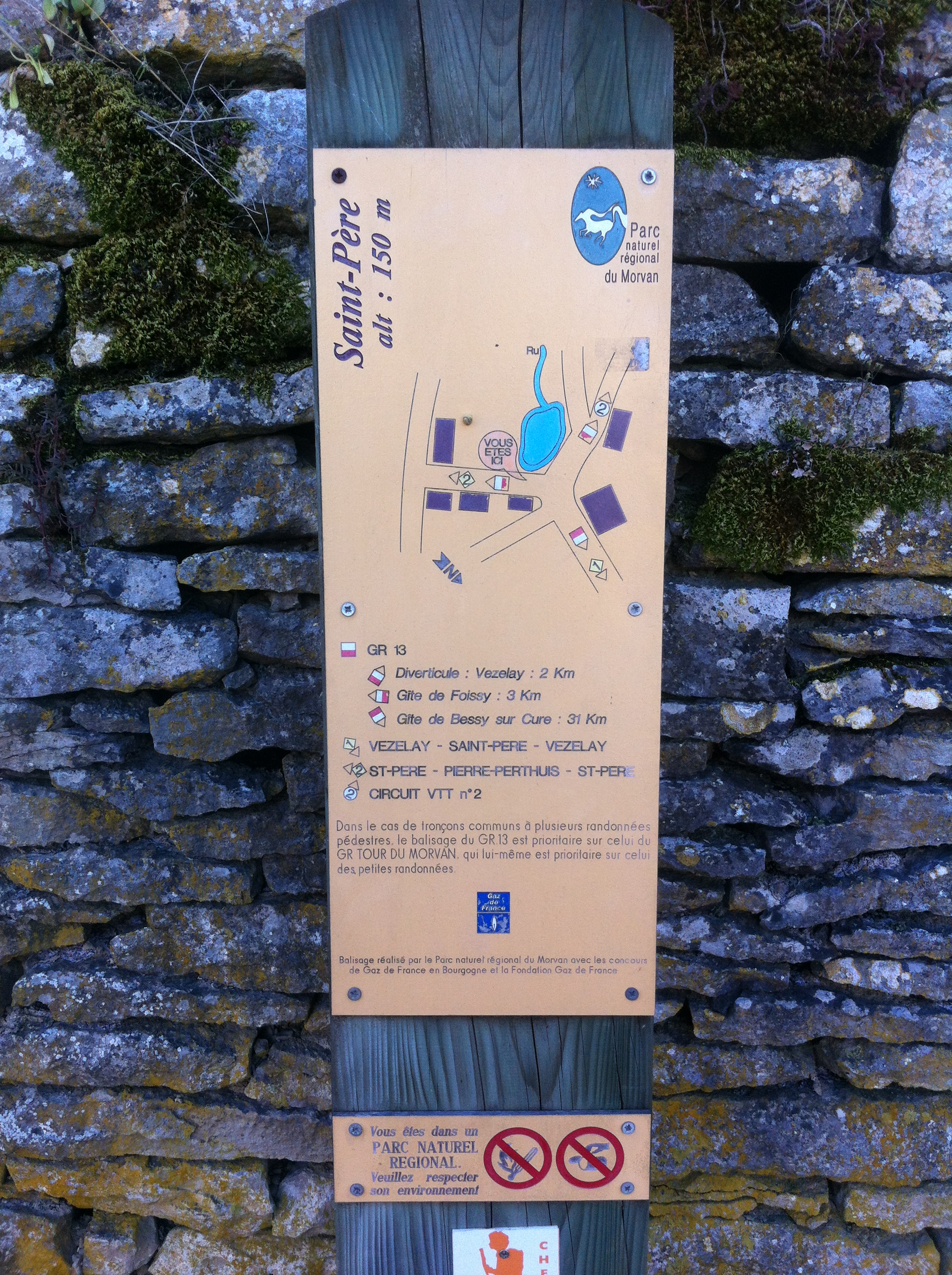
Signalisation de l'embranchement du GR 13 et du GR de Pays Tour du Morvan à Saint-Père.

Entrée dans le parc naturel régional du Morvan avec l'arrivée dans le village de Saint-Père. Il y a un embranchement avec le Sentier de grande randonnée de Pays Tour du Morvan et le GR 654, qui reprend à peu près le tracé de la Via Lemovicensis du pèlerinage de Saint-Jacques-de-Compostelle.
- Le village de Saint-Père
- Traversée du lac du Crescent
- Traversée de Marigny-l'Église
- Traversée de Gouloux
- Le long du lac des Settons
- Les gorges de la Canche
- L'ascension du Haut-Folin
- Arrivée à Glux-en-Glenne, sur le site de Bibracte.

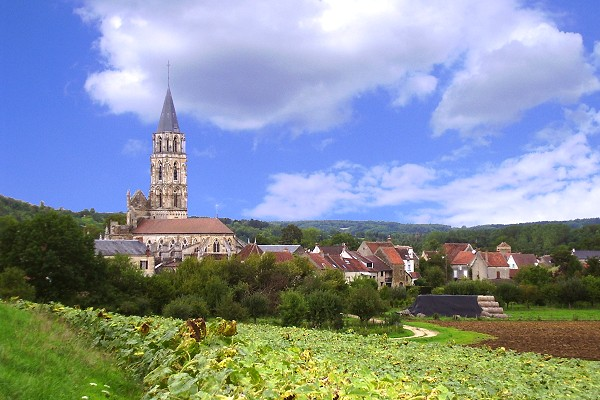
Village de Saint-Père.
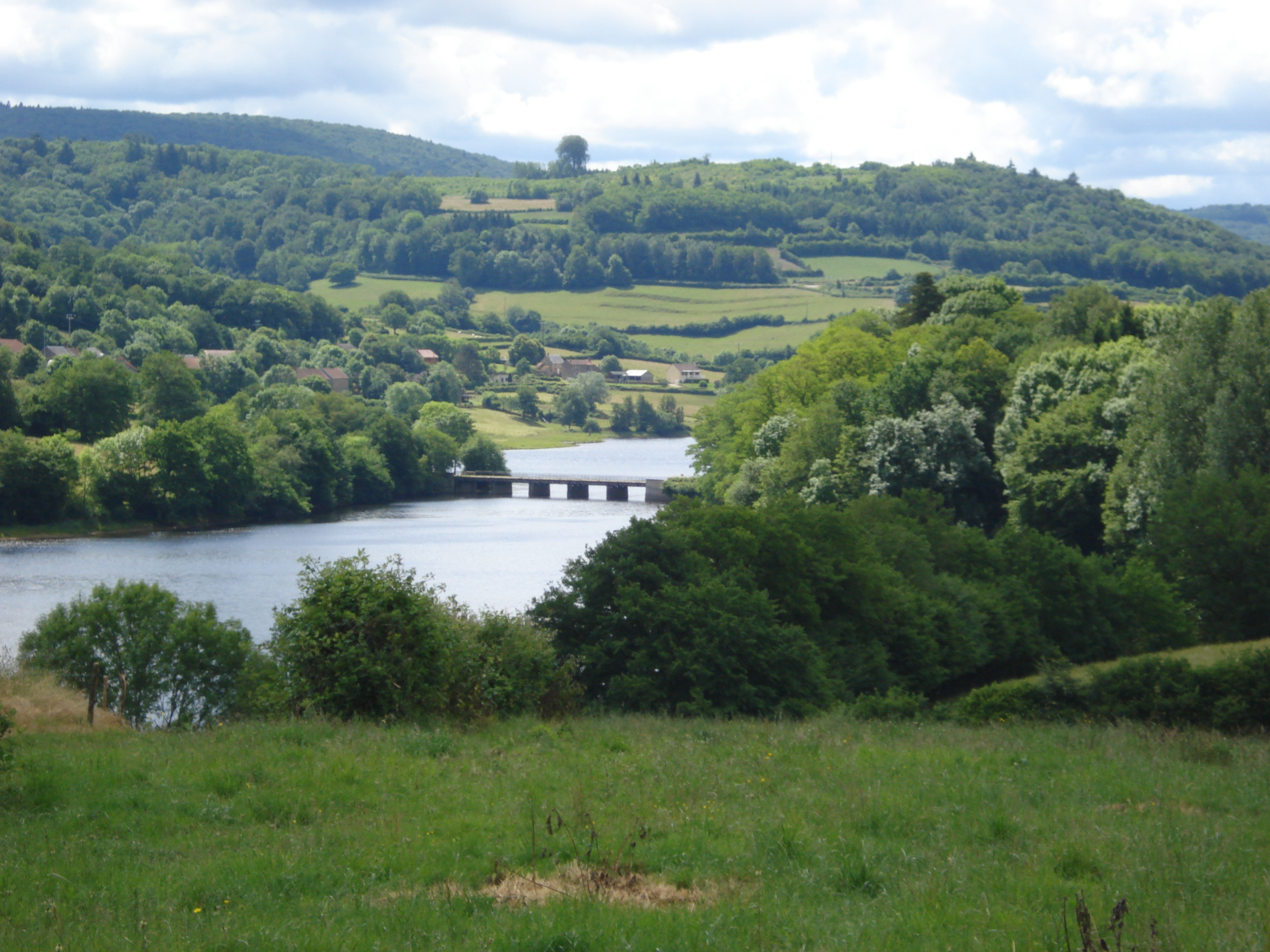
Lac du Crescent.
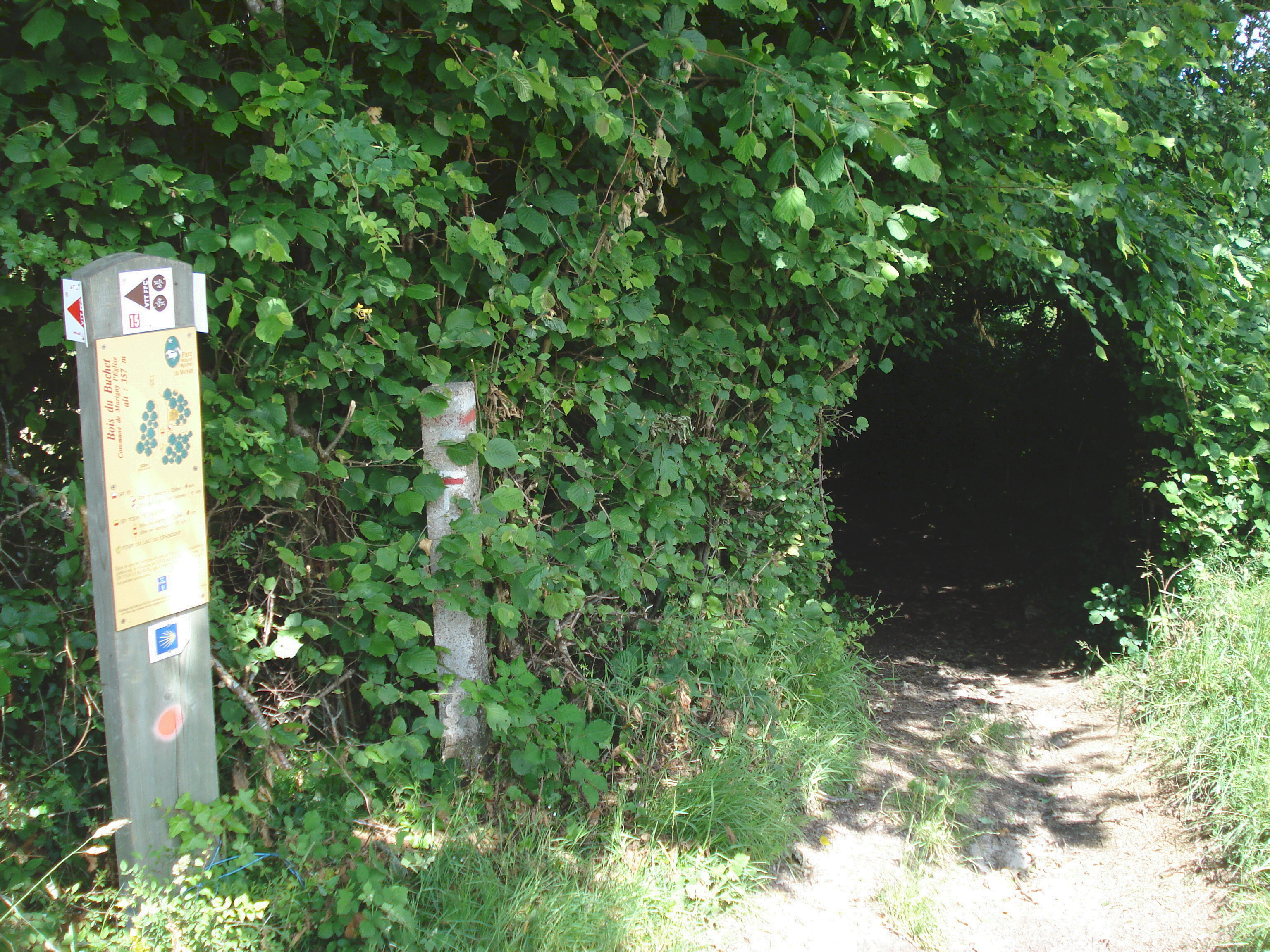
GR 13 à Marigny-l'Église.
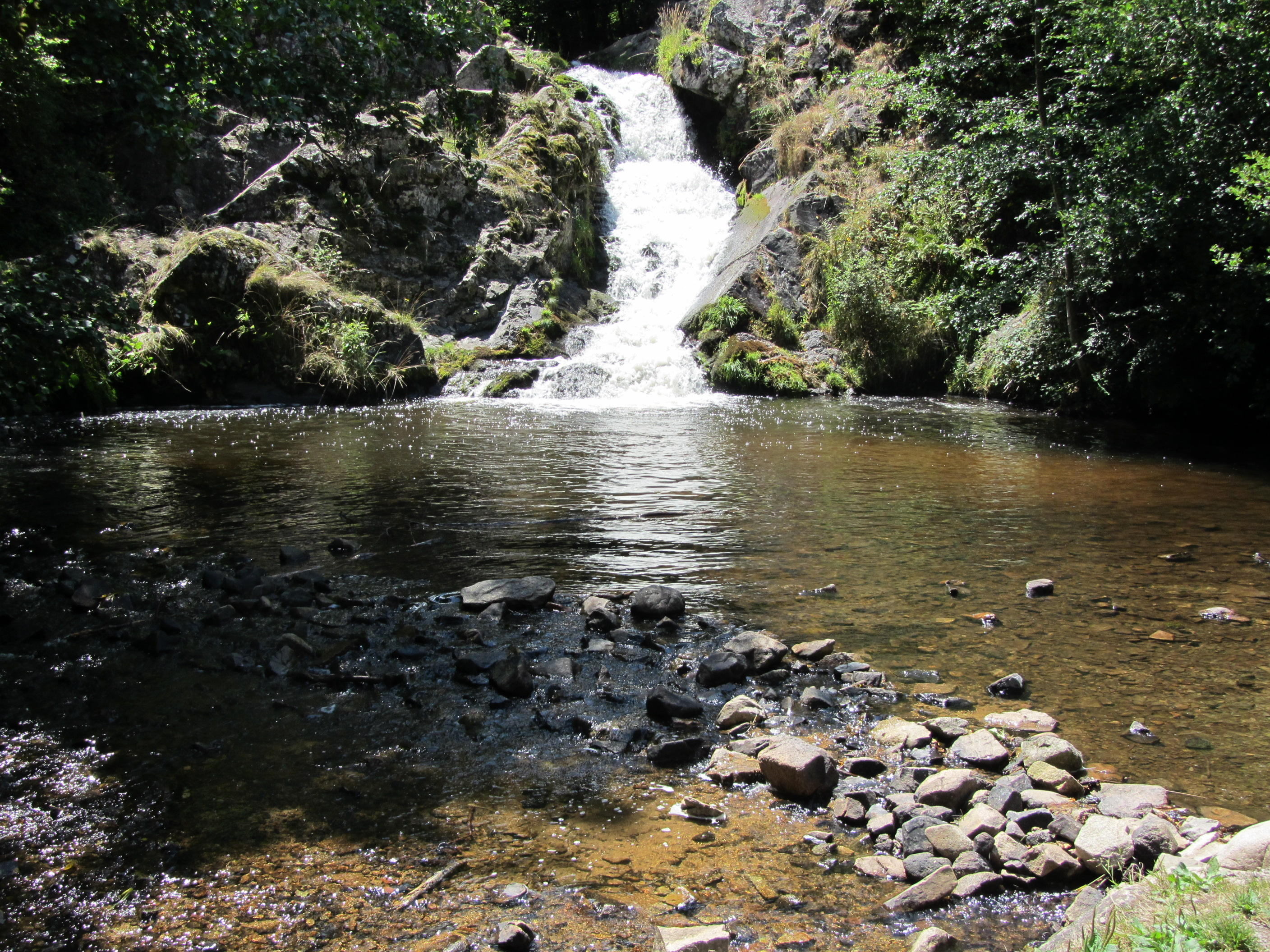
Saut de Gouloux.
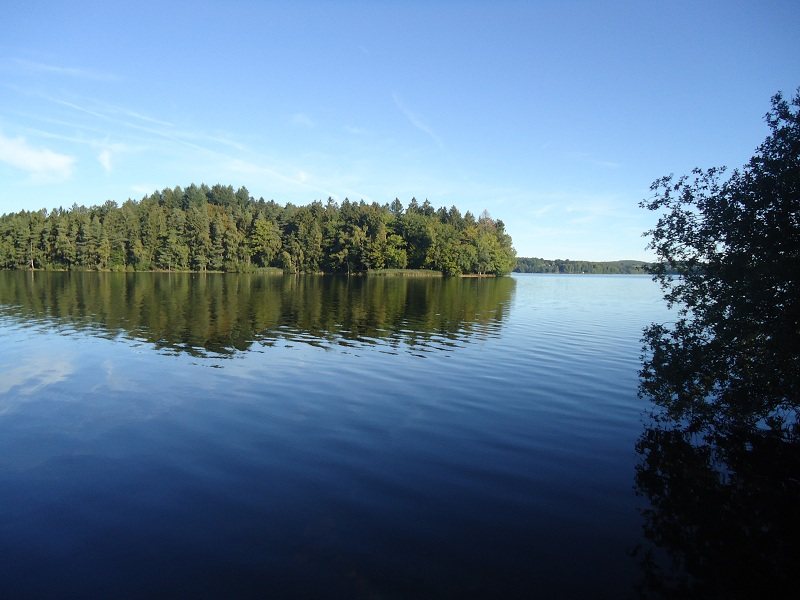
Lac des Settons.

### De Bibracte à Signal-de-Mont,57km
- Départ de Glux-en-Glenne pour l'ascension du Mont Beuvray qui culmine à 821 m, c'est l'un des sommets du massif du Morvan.
- Embranchement avec le sentier de grande randonnée 131 sur le Mont Beuvray, qui relie son point de départ, l'oppidum de Bibracte à Autun sur 30 km.
- Mont
- Bourbon-Lancy

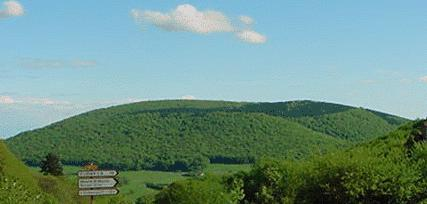
Le Mont Beuvray.
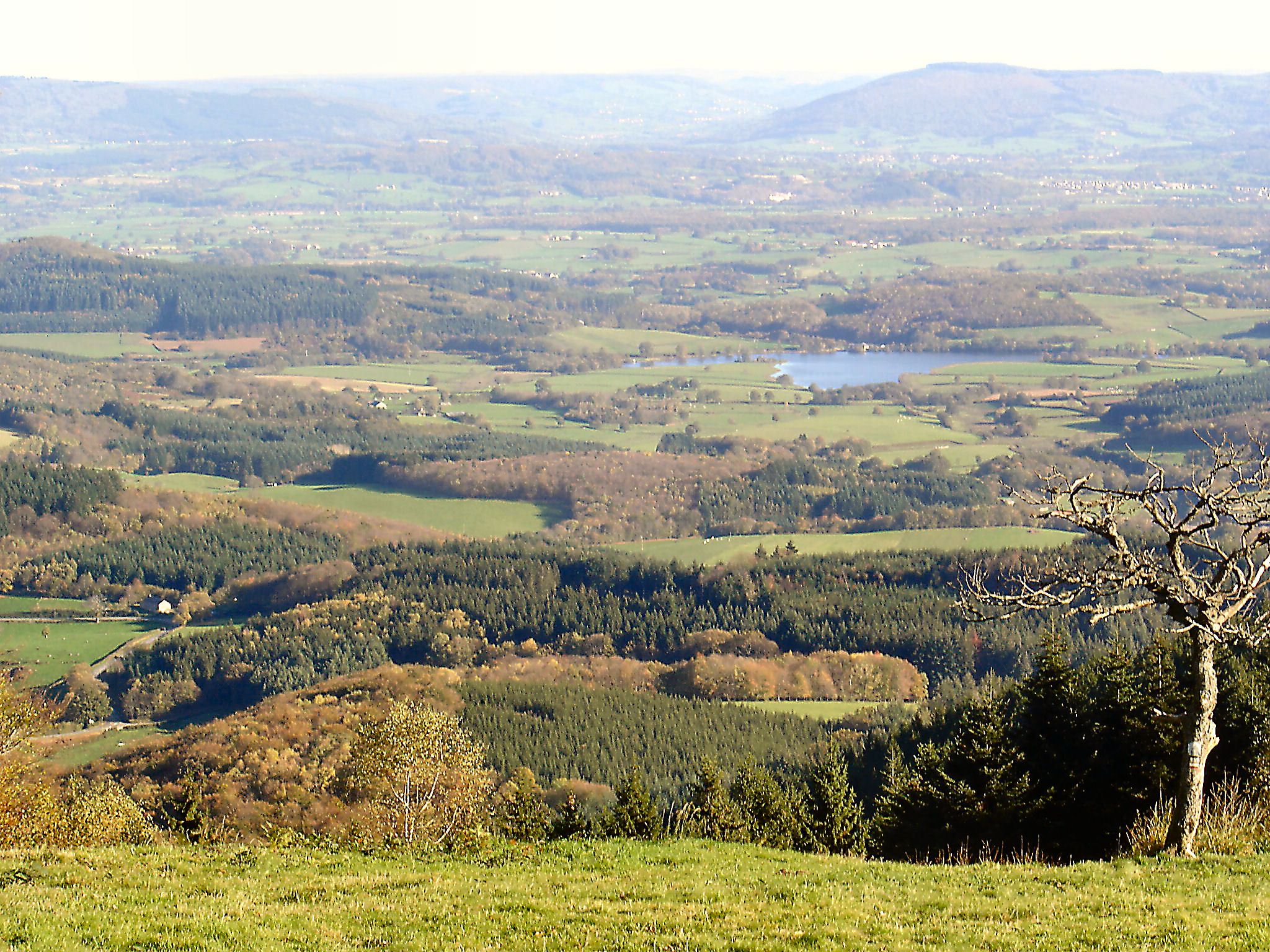
Vue du Mont Beuvray.
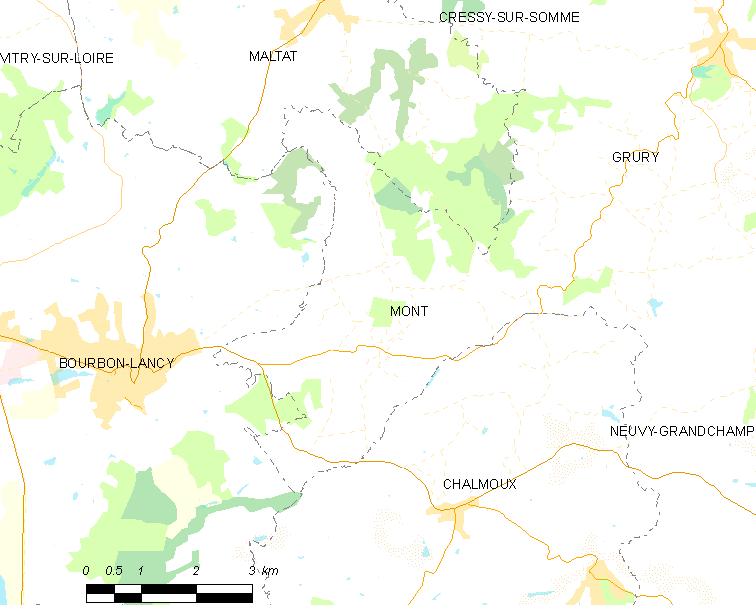
Carte des environs de Mont.